# Blotiella crenata
Blotiella crenata là một loài dương xỉ trong họ Dennstaedtiaceae. Loài này được Schelpe mô tả khoa học đầu tiên năm 1967.
Danh pháp khoa học của loài này chưa được làm sáng tỏ. 